# Ștefan Apostol
Ștefan Apostol (n. 17 octombrie 1974, Cucuteni, Bacău) este un jucător de fotbal român retras din activitate. Și-a făcut debutul în Liga I la data 24 martie 1993.